# Чистопілля (Правдинський район)
Чистопілля (рос. Чистополье) — селище Правдинського району, Калінінградської області Росії. Входить до складу Домновського сільського поселення.
Населення —  33 особи (2015 рік). 

## Населення
| 2002 | 2010 |
| ---- | ---- |
| 24   | ↗33  |